# Pseudobalistes fuscus
Pseudobalistes fuscus, thường được gọi là cá bò đốm vàng hay cá bò sọc lam, là một loài cá biển thuộc chi Pseudobalistes trong họ Cá nóc gai. Loài này được mô tả lần đầu tiên vào năm 1801.

## Phân bố và môi trường sống
P. fuscus có phạm vi phân bố rộng rãi ở khu vực Ấn Độ Dương - Thái Bình Dương, từ Biển Đỏ và vùng duyên hải Đông Phi (đến Durban ở Nam Phi) trải dài về phía đông, băng qua Indonesia đến quần đảo Society; phía bắc đến miền nam Nhật Bản; phía nam đến tây bắc bang Tây Úc và từ rạn san hô Great Barrier đến phía nam bang New South Wales.
P. fuscus thường sống xung quanh các rạn san hô và đá ngầm, những nơi đáy cát, hoặc trong đầm phá nông ở độ sâu khoảng 3 – 50 m. Cá trưởng thành sống ở độ sâu hơn 30 m.

## Mô tả
P. fuscus trưởng thành dài khoảng 55 cm. Thân của P. fuscus hình bầu dục thuôn dài, có màu nâu sẫm với các đốm, vằn xanh phủ khắp cơ thể và các vây; cá con có màu hơi vàng với các chấm màu xanh lam. Tất cả các vây đều có một dải viền màu xanh lam. Thùy đuôi nhọn.
Số tia cứng ở vây lưng: 3; Số tia mềm ở vây lưng: 24-27; Số tia cứng ở vây hậu môn: 0; Số tia mềm ở vây hậu môn: 19-24.
Thức ăn của P. fuscus là các loài san hô nhánh, bọt biển, ốc biển, giáp xác, trùng lỗ và cả cầu gai. P. fuscus thường sống đơn độc và chỉ kết thành đôi vào mùa sinh sản. Cá cái trong thời gian bảo vệ trứng rất hung dữ và có tính lãnh thổ cao. Cá đực có thể sống cùng với nhiều cá cái.

## Hình ảnh

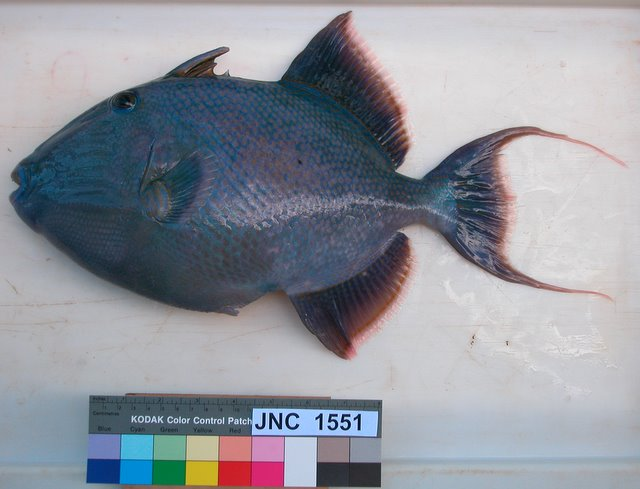
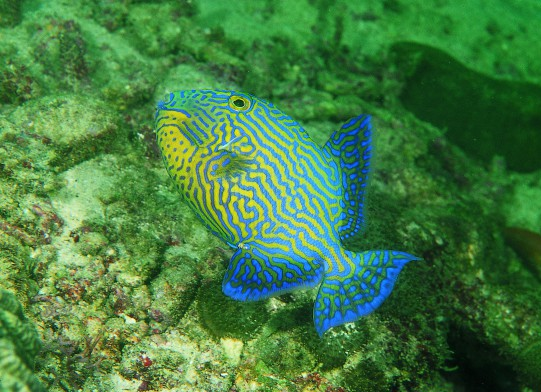
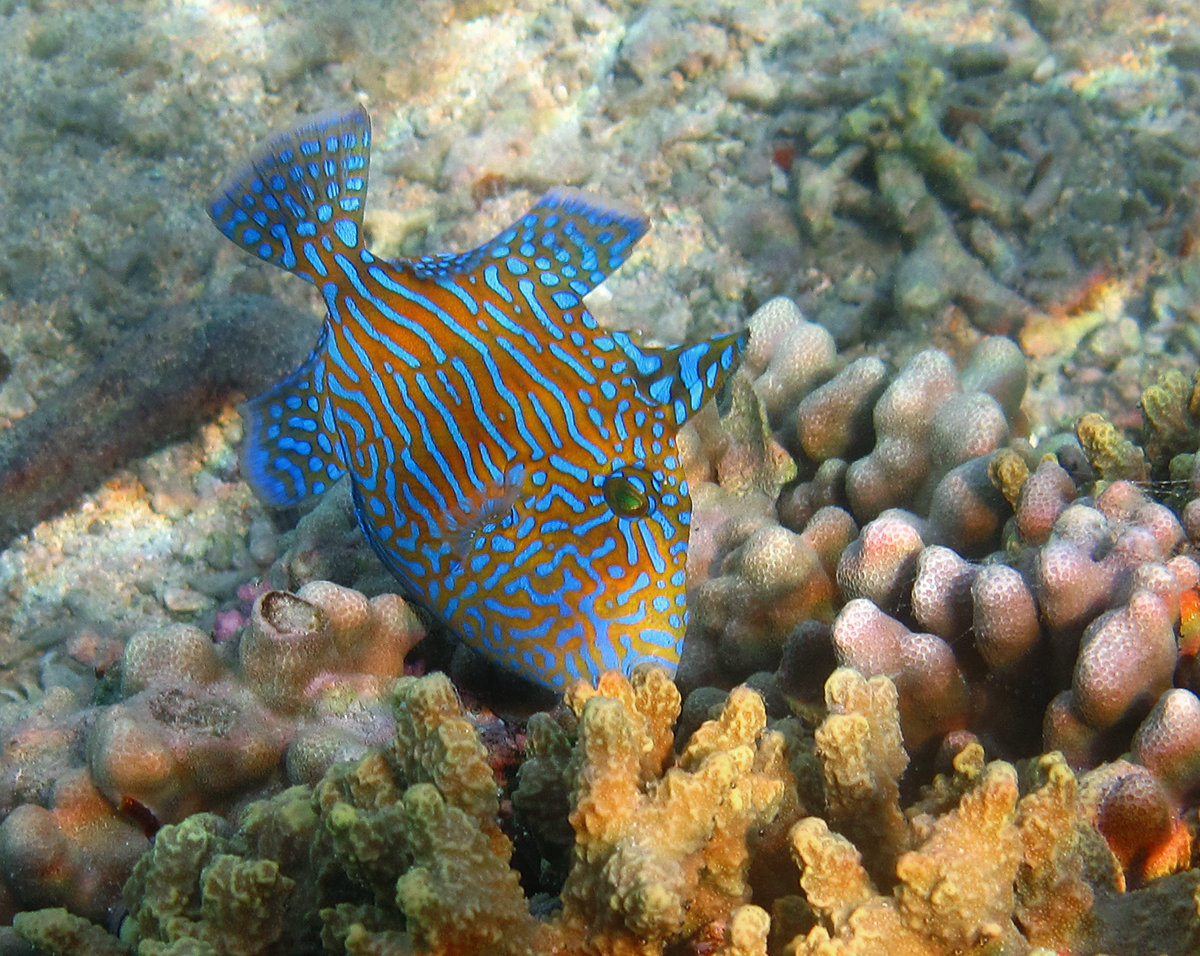
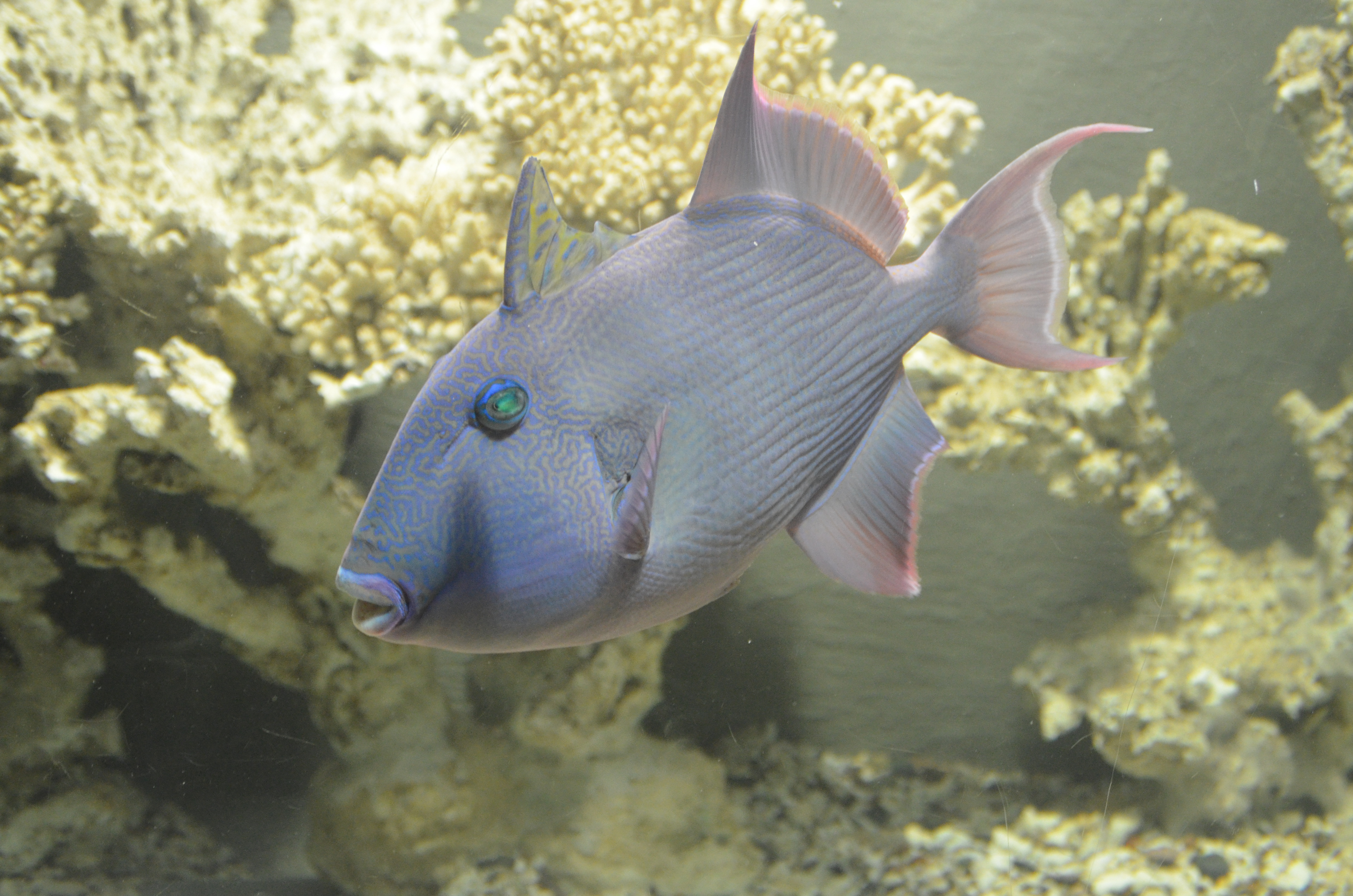